# Conectores CEE 7

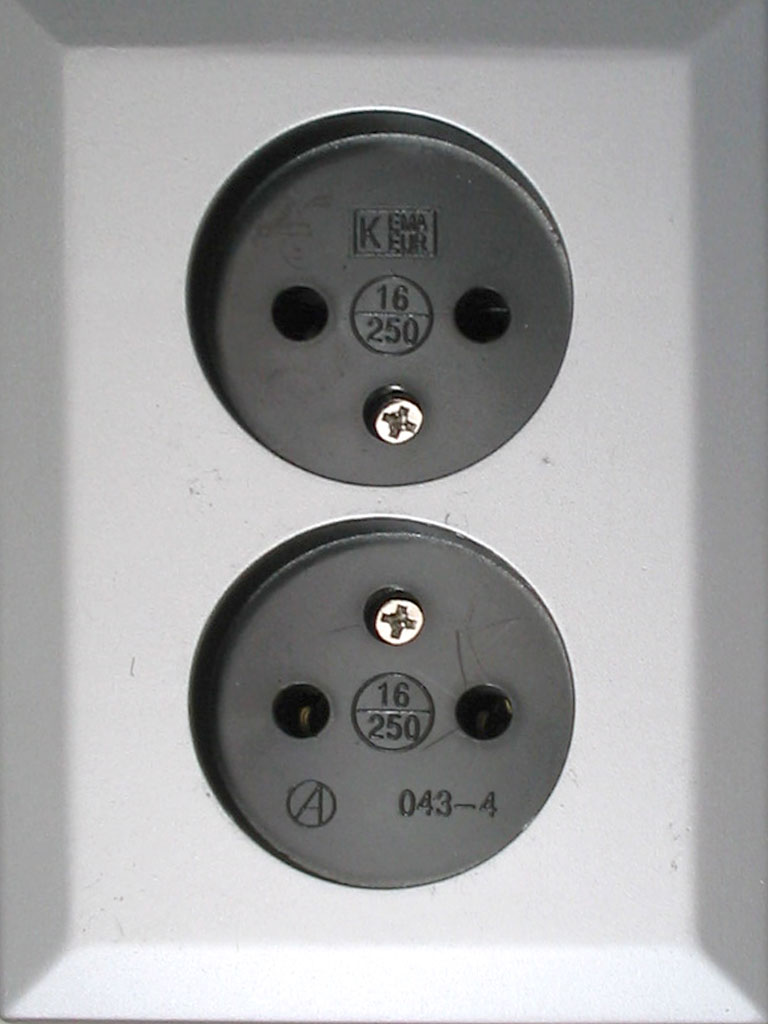
Toma de pared CEE 7/1. Acepta todos los enchufes CEE 7 (sin toma de tierra).

Los estándares CEE 7 son las normas de la International Commission on the Rules for the Approval of Electrical Equipment (IECEE) para los enchufes de uso doméstico.
En la Unión Europea no existe una regulación única sobre enchufes para uso doméstico. Esto permite que cada país establezca sus propias normas. Por ejemplo, algunos requieren que los enchufes tengan persianas de protección para niños mientras otros no. La marca CE no está permitida en los enchufes al no estar regulados por las directivas europeas.
Los estándares CEE 7 lo que buscan es establecer unas normas comunes para los enchufes europeos.

## Toma CEE 7/1 y clavija CEE 7/2 (obsoletas)

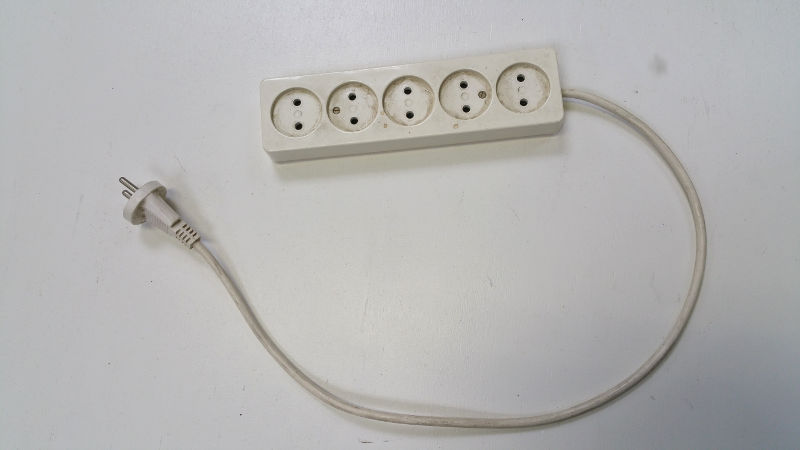
Base de enchufes con tomas CEE 7/1 y cable con clavija CEE 7/2.

Las tomas CEE 7/1 están diseñadas para aceptar clavijas CEE 7/2 redondas sin muescas y que tienen dos pines redondos de 4.8 mm de diámetro y 19 mm de separación entre centros. Las tomas CEE 7/1 son compatibles también con otras clavijas CEE 7, aunque no disponen de toma de tierra.
Al carecer de toma tierra, estas tomas están siendo sustituidas por otras, estando incluso prohibidas en algunos países. No obstante todavía hay otros países en los que es posible encontrarlas.

## Toma CEE 7/3 y clavija CEE 7/4 (enchufe Schuko o Tipo F)

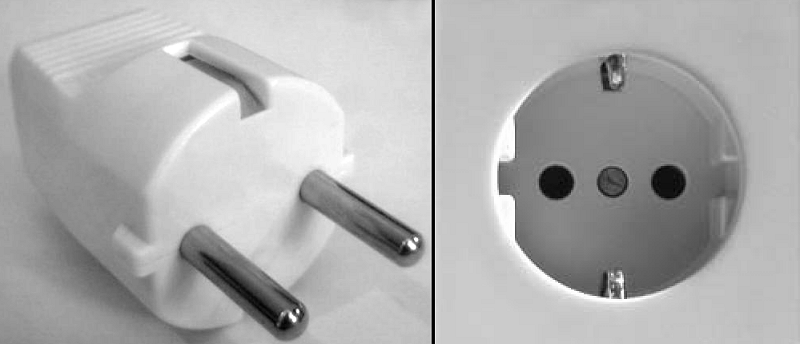
Clavija CEE 7/4 y toma o base CEE 7/3.

Las tomas CEE 7/3 y clavijas CEE 7/4 son normalmente conocidas como Schuko (de Schutzkontakt, contacto protector)o tipo F, fue desarrollada inicialmente por Alemania. La toma es circular y tiene una profundidad de 17.5 mm, con dos muescas laterales simétricas y dos clips de toma de tierra en la cara interior para asegurarse de que el enchufe está correctamente posicionado para que la toma tierra siempre está activada. Los pines del enchufe tienen las mismas características que el estándar anterior. El enchufe Schuko es de diseño simétrico y sin polarizar, permitiendo que fase y neutro puedan ser invertidos. La toma admite otras clavijas CEE 7 como la europlug o la CEE 7/6 (tipo E), aunque fue diseñada específicamente para no permitir las clavijas CEE 7/2 instaladas en aparatos que requerían de la conexión de toma de tierra.
Actualmente es el estándar utilizado por la mayoría de los países en Europa.

## Toma CEE 7/5 y clavija CEE 7/6 (enchufe francés, tipo E)

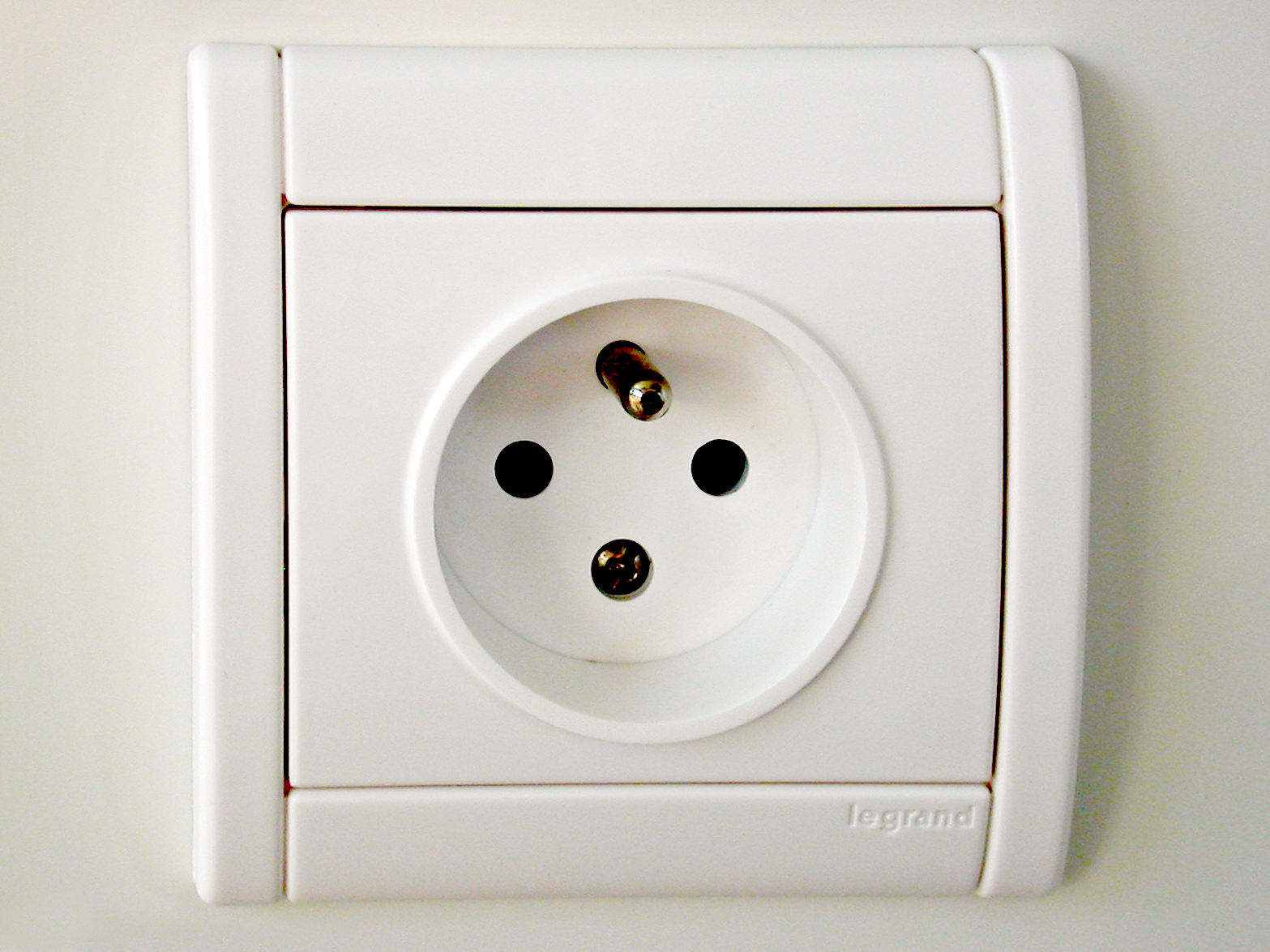
Toma Francesa (Tipo E).

La toma CEE 7/5 y la clavija CEE 7/6 fueron definidas en el estándar francés NF C 61-314 "enchufes y tomas de corriente para uso doméstico y propósitos similares" (que también incluye las clavijas CEE 7/7, 7/16 y 7/17). La toma de corriente es circular con una profundidad de 15 mm y un pin de toma tierra en la base que sobresale 10 mm. Los pines de fase y neutro tiene las mismas características que otros enchufes CEE 7.
Aunque el enchufe está polarizado, el estándar CEE 7 no define la situación de la fase y el neutro, y no existe un estándar observado universalmente. Es por ello que los aparatos normalmente admiten la conexión sin polarizar.
Las clavijas CEE 7/2 y 7/4 no son compatibles con la toma CEE 7/5 debido al pin de toma de tierra permanentemente montado en el zócalo.

## Clavija CEE 7/7 (enchufe híbrido E+F)

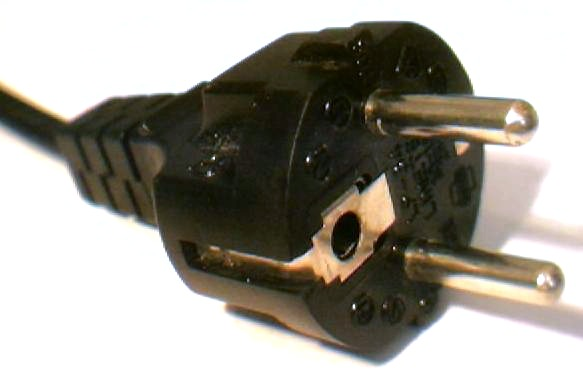
Clavija CEE 7/7.

Para salvar las diferencias entre las normas alemanas y francesas, se desarrolló el enchufe CEE 7/7. Esta clavija está polarizada para evitar que la conexión fase y neutro sea revertida cuando se utiliza con una toma de corriente CEE 7/5 francesa, pero permite la inversión de polaridad cuando se inserta en una toma de corriente alemán CEE 7/3.
Tiene clips de puesta a tierra en ambos lados de conectar con el enchufe alemán CEE 7/3 y un contacto hembra para aceptar el pin de tierra del enchufe francés CEE 7/5. Actualmente, todos los aparatos destinados a alguno de estos zócalos incluyen la clavija CEE 7/7, permitiendo su uso en todos los países cuyas normas de toma se basan en cualquiera de los zócalos alemán CEE 7/3 o francés CEE 7/5.

## Clavija CEE 7/16 (enchufe tipo C)
El estándar CEE 7/16 aparece en el Suplemento 2 (junio de 1962) de la edición de CEE 7 de 1951. El enchufe CEE 7/16 sin toma a tierra se utiliza para aparatos de baja potencia de Clase II, que tienen dos pines de 4 mm por 19 mm de  separación, con un rango de hasta 2.5 A. Hay dos variantes.

### CEE 7/16 Alternativa I
La alternativa I es un conector redondo con recortes para que sea compatible con zócalos CEE 7/3 y 7/5. Aunque es similar en apariencia a CEE 7/17, tiene pines más estrechos (4 mm) y una corriente nominal inferior (máximo 2.5 A). Esta alternativa se utiliza raramente.

### CEE 7/16 Alternativa II ("Europlug")

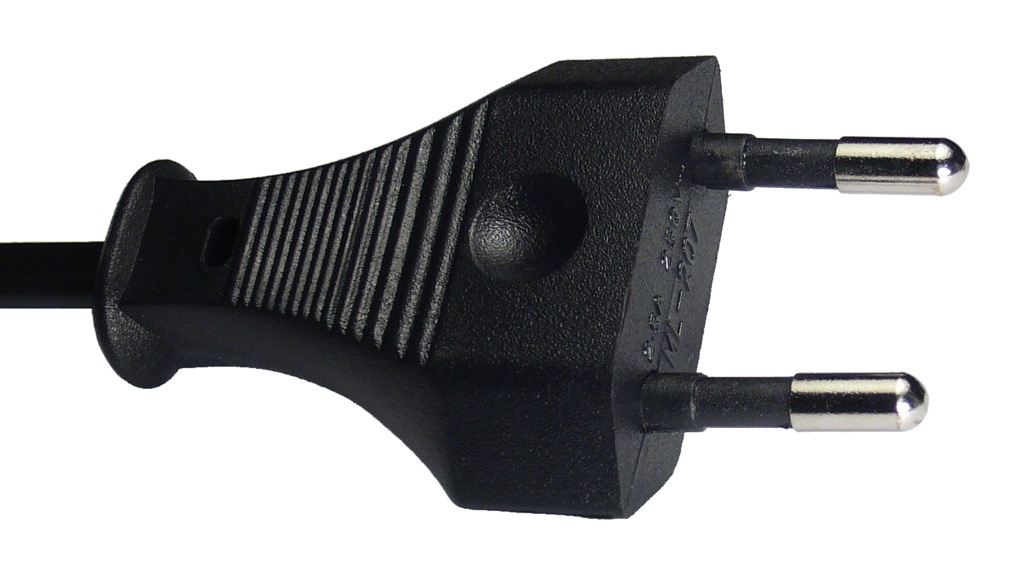
Enchufe europlug.

La alternativa II, conocida popularmente como europlug, es un enchufe plano. También se define en la norma CENELEC EN 50075, que tiene sus equivalentes nacionales en la mayoría de los países europeos, como se describe en IEC 60083. El europlug debe ser suministrado con un cable flexible. Debido a que no es polarizado, se puede insertar en cualquier dirección en un zócalo, por lo que la fase y el neutro están conectados de forma arbitraria.
Las clavijas y tomas de corriente se diseñan generalmente juntas, con los contactos de la parte de zócalo diseñados para aceptar el diámetro específico del pin, longitud del pin y distancia entre pines. Sin embargo, no se define ninguna toma de corriente por la norma EN 50075. Tampoco hay una toma de corriente especificada en CEE 7 para aceptar solo pines de 4 mm o el perfil de un europlug. (Hay ejemplos de tomas de corriente en el mercado que solo aceptan tales clavijas, a veces de manera múltiple, pero estas no cumplen ninguna norma reconocida.) En lugar de ser diseñada con un zócalo coincidente, el europlug fue diseñado para ser compatible con una gama de zócalos en común utilizados en toda Europa continental. Estas tomas, incluyendo la CEE 7/1, la CEE 7/3 (alemana/"Schuko"), la CEE 7/5 (francesa), y la mayoría de zócalos daneses, italianos, suizos, e israelíes, fueron diseñadas para aceptar pines de varios diámetros, principalmente de 4.8 mm, pero también de 4.0 mm y 4.5 mm, y generalmente son alimentados por circuitos finales, ya sea con 10 o 16 A con dispositivos de protección contra sobrecorriente. Para mejorar el contacto con partes del zócalo destinados a recibir pines que tienen un diámetro mayor que 4.0 mm, el europlug tiene los pines ligeramente flexibles que convergen ligeramente hacia sus extremos libres.
Además de su uso en Europa continental, el europlug también se utiliza en Oriente Medio (Irán), la mayoría de los países de África, América del Sur (Argentina, Bolivia, Brasil, Chile, Perú y Uruguay), Asia (India, Bangladés, Sri Lanka, Indonesia , Pakistán, china, Corea del Sur, Tailandia, Filipinas, Malasia y Singapur), así como Rusia y las antiguas repúblicas soviéticas, como Ucrania, Armenia, Georgia, y muchas naciones en desarrollo. Cuando lo permite se utiliza también, por medio de adaptadores, en muchos países, en particular de las antiguas colonias británicas, que utilizan la norma BS 1363.

## Clavija CEE 7/17 (enchufe tipo C)

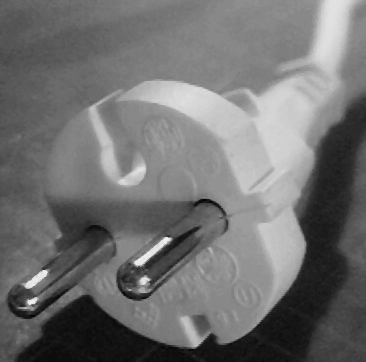
Clavija CEE 7/17.

Este es un conector redondo compatible con los zócalos CEE 7/1, 7/3 y 7/5. Tiene dos pines redondos de 4.8 por 19 mm (idénticos a los enchufes CEE 7/2, 7/4, 7/6 y 7/7). Puede ser clasificado hasta 10 o 16 A, y puede ser utilizado para aparatos Clase II sin toma a tierra. También se define como el enchufe Clase II en el estándar italiano CEI 23-50. Se puede insertar en la toma israelí IS 32 con cierta dificultad.